# Haarlem Stadion
L'Haarlem Stadion è uno stadio di calcio, che venne utilizzato principalmente per le partite del club calcistico HFC Haarlem.
Dopo vari ampliamenti e ristrutturazioni ora ha una capacità di 3.442 spettatori. Le tribune sul lato corto non vengono utilizzate. Lo stand principale che è la tribuna Kick Smit che ha una capacità di 2.250, i posti a sedere in tribuna nord sono 644 e nella sud 548.

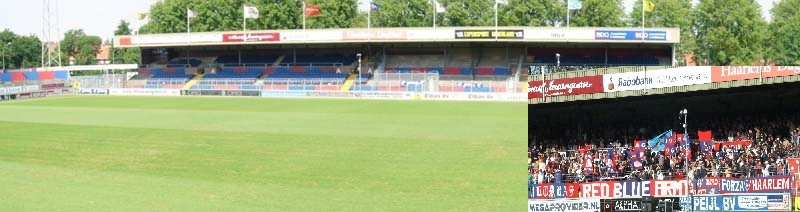
Gijzenkade stand.